# لوس پینوس
لوس پینوس (به لاتین: Los Pinos) یک منطقهٔ مسکونی در اروگوئه است که در بخش کولونیا واقع شده‌است. لوس پینوس ۱۹۳ نفر جمعیت دارد.